# Prix Édouard-Marcillac
Groupe III
Le prix Édouard-Marcillac est une course hippique de trot monté se déroulant au mois de février sur l'hippodrome de Vincennes.
C'est une course de Groupe III réservée aux poulains de 3 ans, hongres exclus, ayant obtenu une allocation. Elle était classée Groupe II avant 2019, année où son allocation est réduite de moitié.
Elle se court sur la distance de 2 200 mètres (grande piste), départ volté. L'allocation s'élève à 60 000 €, dont 27 000 € pour le vainqueur.
Son équivalent pour les femelles est le prix Holly-du-Locton ayant lieu le même jour. Avant la création de celle-ci en 2002, la course était également ouverte aux femelles. Les deux courses étaient jusqu'en 2018 les deux premiers groupes II proposés à la nouvelle génération au monté. Elles permettent d'établir une première hiérarchie des jeunes trotteurs dans cette spécialité. Si cette hiérarchie est rarement pérenne, il faut toutefois constater que deux des lauréats des années 2000, Jag de Bellouet et Offshore Dream, ont inscrit quelques années plus tard plusieurs prix d'Amérique à leur palmarès et que, précédemment, Speed Clayettois réalisera l'exploit unique de remporter tous les Groupes I réservés à sa génération au monté (prix d'Essai, Saint-Léger des Trotteurs, prix de Vincennes, prix du Président de la République et prix de Normandie).

## Palmarès depuis 1978
| Année                     | Vainqueur          | Père               | Jockey                | Entraîneur              | Réd.km |
| ------------------------- | ------------------ | ------------------ | --------------------- | ----------------------- | ------ |
| 2025                      | Météore de Simm    | Boccador de Simm   | Mathieu Mottier       | Mathieu Mottier         | 1'15"0 |
| 2024                      | Lucky Sibey        | Étonnant           | Éric Raffin           | Jean-Michel Baudouin    | 1'15"4 |
| 2023                      | Kifil de Bussy     | Boccador de Simm   | Alexandre Abrivard    | Loris Garcia            | 1'14"5 |
| 2022                      | Jaspers Turgot     | Korean             | Éric Raffin           | Franck Anne             | 1'14"6 |
| 2021                      | Ici C'est Paris    | Dollar Macker      | Christopher Corbineau | Philippe Allaire        | 1'13"4 |
| 2020                      | Hudson Védaquais   | Thorens Védaquais  | Yoann Lebourgeois     | Philippe Allaire        | 1'14"2 |
| 2019                      | Godigious Dedalou  | Prodigious         | Éric Raffin           | Sébastien Guarato       | 1'14"1 |
| Millésimes en Groupe II : |                    |                    |                       |                         |        |
| 2018                      | Fado du Chêne      | Singalo            | Paul-Philippe Ploquin | Julien Le Mer           | 1'14"9 |
| 2017                      | Eye of the Storm   | Village Mystic     | Yoann Lebourgeois     | Philippe Allaire        | 1'14"1 |
| 2016                      | Dreamer Delo       | Ready Cash         | Éric Raffin           | Sébastien Guarato       | 1'14"8 |
| 2015                      | Carlos des Caux    | Mien               | Matthieu Abrivard     | Jacques Bruneau         | 1'15"1 |
| 2014                      | Baggio du Châtelet | Niky               | Matthieu Abrivard     | Nicolas Raimbeaux       | 1'14"8 |
| 2013                      | Atwood Griff       | Goetmals Wood      | Éric Raffin           | Sébastien Guarato       | 1'15"9 |
| 2012                      | Vaquero du Mont    | Kaisy Dream        | Anthony Dollion       | Hervé Gilles            | 1'15"  |
| 2011                      | Uncaring           | Nice Love          | Franck Nivard         | Sébastien Guarato       | 1'15"  |
| 2010                      | Thorens Védaquais  | Cygnus d'Odyssée   | Yoann Lebourgeois     | Philippe Allaire        | 1'15"2 |
| 2009                      | Scipion du Goutier | Goetmals Wood      | Franck Nivard         | Franck Leblanc          | 1'14"4 |
| 2008                      | Rêve des Vallées   | Kiwi               | Franck Nivard         | Franck Leblanc          | 1'15"8 |
| 2007                      | Quidam des Maj     | Gazouillis         | Arnaud Angéliaume     | Michel Triguel          | 1'16"8 |
| 2006                      | Pacifique Gédé     | Diamant Gédé       | Nathalie Henry        | Ton Le Beller           | 1'16"4 |
| 2005                      | Offshore Dream     | Rêve d'Udon        | Philippe Masschaele   | Jean-Philippe Borodajko | 1'18"  |
| 2004                      | Nobilis Jiel       | Gai Brillant       | Philippe Masschaele   | Jean-Luc Dersoir        | 1'19"2 |
| 2003                      | Mood West          | Goetmals Wood      | Philippe Masschaele   | Alain Rogier            | 1'16"9 |
| 2002                      | Luciano d'Ombrée   | Beautiful Somolli  | Jean-Philippe Mary    | Philippe Allaire        | 1'20"7 |
| 2001                      | Kyrielle Club      | Un d'Estricat      | Yves Dreux            | Patrick Hawas           | 1'19"2 |
| 2000                      | Jag de Bellouet    | Viking's Way       | Franck Nivard         | Christophe Gallier      | 1'19"8 |
| 1999                      | Irina Scardrie     | Corot              | Philippe Gillot       | Thierry Duvaldestin     | 1'18"1 |
| 1998                      | Hafsa Blue         | Bon Vivant         | Jean-Philippe Mary    | Jean-Philippe Mary      | 1'18"5 |
| 1997                      | Gai Brillant       | Podosis            | Jean-Philippe Mary    | Philippe Allaire        | 1'19"  |
| 1996                      | Fine Perle         | Marpheulin         | Jean-Philippe Mary    | Philippe Allaire        | 1'21"3 |
| 1995                      | Easy to Drive      | Royal Ludois       | Jean-Philippe Mary    | Philippe Allaire        | 1'20"5 |
| 1994                      | Duc de Janvier     | Quinze Janvier     | Yves Dreux            | Ali Hawas               | 1'20"3 |
| 1993                      | Capucine d'Ombrée  | Quecastly          | Hervé David           | Jean-Raoul Deshayes     | 1'20"3 |
| 1992                      | Beau Gazon         | Gazon              | Frédéric Prat         | Léopold Verroken        | 1'21"3 |
| 1991                      | Atout de Marjon    | Hajacques de Chenu | Yves Dreux            | Patrick Hawas           | 1'23"1 |
| 1990                      | Vautre du Buisson  | Major de Brion     | Jean-Marie Monclin    | Jean-Luc Bigeon         | 1'22"9 |
| 1989                      | Un Kif             | Képi Vert          | Yves Dreux            | Ali Hawas               | 1'21"7 |
| 1988                      | Tomanco            | Elpenor            | Joël Van Heeckhaute   | Joël Van Heeckhaute     | 1'23"4 |
| 1987                      | Speed Clayettois   | Joachim            | Yves Dreux            | Ali Hawas               | 1'22"7 |
| 1986                      | Rop                | Hajacques de Chenu | Philippe Gillot       | Jacques Vandromme       | 1'22"8 |
| 1985                      | Quinze Janvier     | Vallauris du Pont  | Yves Dreux            | Ali Hawas               | 1'22"3 |
| 1984                      | Plomb du Cantal    | Heriango           | Philippe Gillot       | Philippe David          | 1'23"9 |
| 1983                      | Odin de la Vente   | Beau Ludois L      | Michel Lenoir         | Michel Roussel          | 1'22"3 |
| 1982                      | Nymphe d'Odyssée   | Seddouk            | Alain Sionneau        | Jan Kruithof            | 1'22"3 |
| 1981                      | Mabrouka           | Balfour            | Yves Dreux            | Ali Hawas               | 1'22"8 |
| 1980                      | Lazulli            | Elpenor            | Michel-Marcel Gougeon | Jean-René Gougeon       | 1'25"1 |
| 1979                      | King Black         | Aigle Noir         | Patrick Mottier       | Gérard Mottier          | 1'24"  |
| 1978                      | Jalinotte          | Calino             | Gérard Mascle         | Pascal Daulier          | 1'23"9 |